# Vilhelm Blomgren
Carl Vilhelm John Blomgren, född 17 juli 1991, är en svensk skådespelare och sångare.

## Biografi
Vilhelm Blomgren är uppväxt på Gotland. År 2003 debuterade han på Romateatern som prinsen av Wales i William Shakespeares Richard III. Han medverkade i Lilla Melodifestivalen 2004 med Min gröna ö, där han kom på tredje plats. Han studerade estetiska programmet med musikinriktning vid Elfrida Andrée-gymnasiet i Visby 2007–2010. Därefter hade han kontrakt med Länsteatern på Gotland innan han 2013 antogs till musikallinjen vid Högskolan för scen och musik vid Göteborgs universitet. Han gjorde sin praktik vid Helsingborgs stadsteater och utexaminerades sedermera som musikalartist 2016. Senare har han varit verksam vid bland annat Göteborgsoperan och Kulturhuset Stadsteatern.
Han TV-debuterade 2019 i Jonas Gardells De dagar som blommorna blommar. Samma år spelade han huvudrollen i Lukas Moodysons komediserie Gösta på HBO Nordic, och gjorde internationell debut i Ari Asters långfilm Midsommar.
Blomgren spelar violin, mandolin, gitarr, piano. Han är sångare och gitarrist i barnmusikbandet Karl-Petters Orkester, som nominerades till bästa barnmusik vid Manifestgalan 2015.

## Filmografi

### Roller
| År   | Produktion                     | Roll              | Noter              |
| ---- | ------------------------------ | ----------------- | ------------------ |
| 2019 | De dagar som blommorna blommar | Klassföreståndare | TV-serie Avsnitt 1 |
| 2019 | Gösta                          | Gösta             | TV-serie           |
| 2019 | Midsommar                      | Pelle             | Långfilm           |
| 2020 | Min pappa Marianne             | Jonathan          | Långfilm           |
| 2022 | Clark                          | Tommy Lindström   | TV-serie           |
| 2022 | Försvunna Människor            | Teo               | TV-serie           |
| 2023 | Slutet på sommaren             | Mattias           | TV-serie           |
| 2024 | Så länge hjärtat slår          | Robban            | Långfilm           |

## Teater

### Roller
| År   | Roll               | Produktion                                                       | Regi                       | Teater                                                 |
| ---- | ------------------ | ---------------------------------------------------------------- | -------------------------- | ------------------------------------------------------ |
| 2003 | Prinsen av Wales   | Richard III William Shakespeare                                  | Thomas Segerström          | Romateatern                                            |
| 2005 | Ensemble           | Romeo och Julia William Shakespeare                              | Thomas Segerström          | Romateatern                                            |
| 2006 | Ensemble           | Slutet gott, allting gott William Shakespeare                    | Thomas Segerström          | Romateatern                                            |
| 2008 | Dickon             | Den hemlighetsfulla trädgården Lucy Simon och Marsha Norman      | Sofia Ahlin                | Gotlands Musikalkompani                                |
| 2009 | Aaron Fox          | Curtains John Kander, Fred Ebb och Rupert Holmes                 | Sofia Ahlin                | Gotlands Musikalkompani                                |
| 2010 | Konferencieren     | Cabaret John Kander, Fred Ebb och Joe Masteroff                  | Sofia Ahlin                | Gotlands Musikalkompani                                |
| 2010 | Knotas             | Ronja rövardotter Astrid Lindgren                                | Sofia Ahlin                | Närsakar Scen                                          |
| 2011 | Keno Ensemble      | Allt eller inget David Yazbek och Terrence McNally               | Sofia Ahlin                | Länsteatern på Gotland                                 |
| 2012 | Botvid             | Jungfrusägnen Josefin Alfredson Agnestig                         | Josefin Alfredson Agnestig | Medeltidsveckan                                        |
| 2012 | Man 1              | Sånger från andra sidan havet Jason Robert Brown                 | Thomas Sundström           | Länsteatern på Gotland                                 |
| 2013 | Ville              | Vi kommer ju hem igen till jul                                   | Thomas Sundström           | Länsteatern på Gotland                                 |
| 2013 | Johan Markurell    | Fru Markurell Hjalmar Bergman                                    | Thomas Sundström           | Länsteatern på Gotland                                 |
| 2013 | Viktor             | Stjärna över Fritsarve Eva Sjöstrand                             | Thomas Sundström           | Länsteatern på Gotland                                 |
| 2013 | Diverse            | OJ Nar de 10 åren gått Thomas Sundström                          | Thomas Sundström           | Länsteatern på Gotland                                 |
| 2013 | Rocky              | Ekvationer, bråk och andra relationer Thomas Sundström           | Thomas Sundström           | Länsteatern på Gotland                                 |
| 2014 | Erika Anders       | Kliniken Lars Norén                                              | Victoria Brattström        | Högskolan för scen och musik vid Göteborgs universitet |
| 2014 | Diverse            | Devising project                                                 | Michael Howell             | Högskolan för scen och musik vid Göteborgs universitet |
| 2014 | Den hemlöse mannen | Lunch theatre                                                    | Ensemblen                  | Göteborgs stadsteater                                  |
| 2014 | Berättaren         | Into the Woods Stephen Sondheim och James Lapine                 | Mira Bartov                | Stora Teatern, Göteborg                                |
| 2014 | Henrik Egerman     | Sommarnattens leende Stephen Sondheim och Hugh Wheeler           | Staffan Aspegren           | Högskolan för scen och musik vid Göteborgs universitet |
| 2015 | Henrik             | Jorden vi ärvde Thomas Sundström och Mathias Lundqvist           | Thomas Sundström           | Länsteatern på Gotland                                 |
| 2015 | Jum-Jum            | Mio min Mio Astrid Lindgren                                      | Dennis Sandin              | Helsingborgs stadsteater                               |
| 2015 | Abram              | Vår klass Tadeusz Słobodzianek                                   | Anja Suša                  | Helsingborgs stadsteater                               |
| 2015 | Carl-Magnus        | Grymt Rikard Bergqvist, Sara Jangfeldt och Mathias Venge         | Rikard Bergqvist           | Högskolan för scen och musik vid Göteborgs universitet |
| 2016 | Claude             | Hair Galt MacDermot, James Rado och Gerome Ragni                 | Rikard Bergqvist           | Göteborgsoperan                                        |
| 2017 | Florizel           | En vintersaga William Shakespeare                                | Maria Åberg                | Romateatern                                            |
| 2017 | Freddy             | My Fair Lady Alan Jay Lerner och Frederick Loewe                 | Elisa Kragerup             | Kulturhuset Stadsteatern                               |
| 2021 | Tommy              | Kärlek skonar ingen Mirja Unge, Håkan Hellström och Björn Olsson | Victoria Brattström        | Göteborgsoperan                                        |